# Cezarove ekspedicije u Britaniju (55. – 54. pr. Kr.)
Cezarove ekspedicije u Britaniju bila su dva vojna pohoda poduzeta od strane Gaja Julija Cezara 55. i 54. godine prije Krista na otok Britaniju. Pokrenute su za vrijeme Galskih ratova. Dok je prva ekspedicija iz rimske perspektive bila relativno neuspješna, na kraju druge ekspedicije Cezar je uspio nametnuti marionetskog kralja otočkim narodima.

## Kontekst
U doba kasne rimske republike, otok Britanija je za pismene i civilizirane Rimljane imala misteriozni prizvuk. Iako su neki antički autori poput Grka Piteja iz Masilije već posjetili otok i zabilježili neke podatke o njemu, o samom otoku se znalo dosta malo. U svojim Kometnarima o Galskom ratu; Cezar kao povod ekspedicija navodi pomoć koju su narodi Britanije pružali njegovim neprijateljima za vrijeme Galskih ratova. U svojim zapisima, Cezar navodi da je također smatrao da bi korisno bilo i samo posjetiti otok, prikupiti neke informacije o domorocima, pogodnim mjestima za luke itd. Rimljani su imali saznanja da na otok svakodnevno odlaze određeni trgovci, stoga je Cezar u pripremi ekspedicije u svoj tabor pozvao razne trgovce, no i oni su znali tek o mjestima koja su se nalazila neposredno nasuprot galske obale.:poglavlje 20.-21. Potom je naredio da se prikupe svi brodovi koje je prethodno koristio za ratove protiv Veneta, i da se isti postave na mjesto koje je bilo najbliže britanskoj obali.:poglavlje 21.-22.

## Prva ekspedicija
26. kolovoza 55. pr. Kr., nakon što je u rane jutarnje sate počeo puhati povoljan vjetar, rimski brodovi isplovili su s galske obale prema Britaniji. Prvi brodovi stigli su u ranu zoru pred britansku obalu, koja je bila opasana visokim bijelim stijenama (vjerojatno negdje blizu današnjeg Dovera). Na vrhovima stijena se nalazila vojska Brita. Oni su s vrhova promatrali rimsko brodovlje. Budući da su visoke stijene činile iskrcavanje iznimno nepogodnim za Rimljane, brodovi su neko vrijeme plovili uz obalu tražeći pogodno mjesto, dok su ih Briti s vrhova stijena pratili u stopu. Brodovlje je nastavilo ploviti uz obalu, dok nisu stigli do dijela gdje je obala bila ravna i otvorena. Briti su ih pratili na svojim konjima i bojnim kolima, te se konačno zaustavili na obali, tik uz more, nasuprot mjesta gdje su se Rimljani pripremali iskrcati.:poglavlje 23.
Nakon što su Rimljani neko vrijeme oklijevali s iskrcavanjem, vojnik koji je nosio orla X legije napravio je prvi korak i glasno povikao: Vojnici, skočite u borbu ako ne želite predati orla neprijatelju. Ja ću sa svoje strane zacijelo ispuniti svoju dužnost prema državi i zapovjedniku!. Nakon toga je skočio u vodu. Taj prizor je osokolio ostale vojnike pa su i oni pa krenuli za njim. Rimski su se teški pješaci uz velike muke i stalne napade neprijatelja borili u vodi, nastojeći se domoći obale, dok je Britima bilo lakše jer su s obale napadali neprijatelja. Pritom su koristili konjaništvo i bojna kola. Kad su se Rimljani pritisćući naprijed nekako uspjeli domoći obale, organizirali su udar na neprijatelja i natjerali ih u bijeg, međutim nisu bili u stanju krenuti za njima jer im konjaništvo još nije stiglo:poglavlje 25.-26..Brodovi s konjaništvom su zbog nespretne plovidbe završili nazad u Galiji. Nakon što se vojska konsolidirala a situacija smirila, Cezar je naredio izgradnju kampa. U studenom 2017. godine, arheolozi sa Sveučilišta u Leicesteru, pronašli su ostatke spomenutog kampa u zaljevu Pegwell, okrug Kent.
Nedugo nakon što su Cezarove snage uspostavile mostobran na obali Britanije, pojavili su se izaslanici koji su Cezara molili mir i obećali da će predati taoce te učiniti sve kako on bude tražio, na što je on pristao, ali ih je ukorio jer su se "bez ikakvog razloga zaratili". Četvrtog dana nakon što je Cezar uspostavio mostobran na otoku, rimsko se konjaništvo u Galiji još se jednom ukrcalo na brodove (ukupno njih 18) s namjerom da se pridruži Cezarovim snagama u Britaniji. Kad su već dospjeli u vidokrug ovih na otoku, na moru se stvorila velika oluja koja je prvo otpuhala dio brodova na otvoreno more a potom natjerala kompletno konjaničko pojačanje da se vrati nazad u Galiju. Ista je oluja oštetila brodove kojima su Rimljani stigli na otok i napravili mostobran. Ovo je uzrokovalo nelagodu među vojskom na otoku:poglavlje 28.-29.
Kada su Briti shvatili da Rimljani nemaju konjaništva, ni žita, da su im brodovi oštećeni a tabor relativno malen jer nemaju mnogo vojnika, polako su počeli napuštati Cezarov tabor. On je pak to protumačio kao pripremu ustanka, pa je naredio vojnicima da počnu popravljati brodove. Ovi su to radili kanibalizirajući dijelove onih brodova koji su bili toliko oštećeni da su bili neupotrebljivi. Brodovi su uskoro bilo popravljeni u dovoljnoj mjeri da se na njima moglo ploviti.:poglavlje 30.-31.
Jednog dana dok je VII legija poslana po žito u obližnja polja. Vojnici iz tabora su izvijestili Cezara da se iz smjera odakle je otišla VII legija vide oblaci prašine, te da se čini da to nije od vjetra. Cezar je brzo dignuo kohorte koje su bile na straži i krenuo u tom smjeru dok je ostalima naredio da čuvaju tabor. Kad su se dovoljno približili tom mjestu, vidjeli su da neprijatelji navaljuju na vojnike koji skupljaju žito. Pojava Cezara malko je smetnula napadače, što je ovaj iskoristio da regrupira vojsku i sve ih zajedno povuče u tabor. Potom ih je pred taborom postavio u bojni red, gdje se opet zametnula bitka. Rimljani su ponovno izašli kao pobjednici i nastavili goniti domorodce. Potom su dio njih pobili i popalili im sve zgrade na koje su naišli. Domoroci su nakon toga ponovno poslali izaslanike tražeći mir, što je Cezar prihvatio ovaj put tražeći dvostruko više taoca. Kad se pojavila prva prilika, Cezar se s onime što je bilo spremno od brodovlja vratio nazad u Galiju.:poglavlje 32.-36.

## Druga ekspedicija
Tijekom zime iduće godine, Cezar je naredio legionarima u zimovniku da počnu s izgradnjom brodova koji su trebali biti gotovi do idućeg proljeća. Istovremeno, on je otišao za Italiju kako bi se bavio tekućim problemima ondje i sredio manju pobunu koja se dogodila u Iliriku. Na proljeće iduće godine, brodovi su bili spremni a Cezar je skupio 4000 konjanika iz čitave Galije zajedno s istaknutim pojedincima iz većine galskih plemena. Svi su oni trebali krenuti s Cezarom put Britanije. Prije isplovljavanja vođa Heduanaca Dumnoriks pokušao je kriomice pobjeći sa svojim ljudima, ali je Cezar poslao ostale konjanike da ga ulove s naredbom da ga ubiju. Ovaj se odupirao derajući se da je on: "slobodan građanin slobodne države", što mu nije spasilo život. Nakon toga, ostatak heduanskih konjanika se vratio Cezaru. 
Tit Labijen ostao je s tri legije i dvije tisuće konjanika u Galiji, dok je Cezar s pet legija i dvije tisuće konjanika ukrcanih na 800 brodova, otpovio za Britaniju. Po dolasku, Rimljani su saznali da se na obali gdje su se iskrcali do nedavno nalazila britanska vojska ali se ista povukla dublje u otok, uplašena brojem brodova koji se približava obali. 300 konjanika i 10 kohorti Cezar je ostavio na obali pod vodstvom Kvinta Atrija a s ostatkom vojske krenuo je na marš u unutrašnjost. Uskoro je sustigao neprijateljsku vojsku kod neke rijeke, iza koje su se Britanci nalazili na odličnom utvrđenom položaju. Vojnici sedme legije potom su formirali tzv. kornjaču od svojih štitova te uz manje gubitke napravili nasip prema utvrdi i istjerali neprijatelja odande.:poglavlje 1.-9.
Iduće jutro, Cezar je poslao konjanike naprijed da proganjaju neprijatelje a u međuvremenu s obale se javio Kvint Atrije s vijestima da se tijekom prethodne noći dogodila oluja koja je oštetila značajan broj rimskih brodova. Saznavši to, vratio se s vojskom na obalu i zapovjedio dijelu vojnika da započne popravak brodova. Također je poslao poruku Labijenu u Galiji da njegovi ljudi počnu graditi nove brodove. One pak brodove koji su ostali upotrebljivi, Cezar je dao sazidati u obalu kako bi ih fiksirao.   
Cezar se potom vratio na mjesto odakle je došao, no ondje se tada već nalazila nova britska vojska. Njihov glavni zapovjednik bio je Kasivelaun, poglavica naroda za kojeg Cezar piše da se nalazio na obalama rijeke Temze. On je prije dolaska Rimljana konstantno ratovao s okolnim plemenima, no dolazak Rimljana je sva plemena ujedinio u veliku koaliciju koja je izabrala njega za vođu.    
Dok su Rimljani išli u unutrašnjost otoka, bili su konstantno napadani. Britanska bojna kola, veoma su ih zbunjivala jer nisu bili naviknuti na takav način borbe. Uzimajući to u obzir, čini se da su Briti nastojali iscrpljivati Rimljane taktikom udri-pa-pobjegni. Cezar je tada promijenio strategiju i odveo vojsku u matične zemlje Kasivelauna, gdje se stao spaljivati i uništavati sve na što je nailazio. Kasivelaun ga je pratio vojskom no nije ga direktno izazvao već je gledao kako mu pale zemlju i u očaju čekao da Cezar napravi neki glupi potez kojim bi se mogao okoristiti.   
U međuvremenu su Trinovanćani poslali poslanike Cezaru i tražili ga da ih stavi pod rimsku zaštitu. Cezar je od njih tražio taoce i žito što su oni ispunili. Nakon toga je i on ispunio njihove zahtjeve. Nedugo nakon toga, kod Cezara su se pojavili i izaslanici Cenimagnjana, Segonćana, Ankalićana, Bibročana i Kasa te tražili isto. Cezar je to prihvatio a ovi su mu tada zauzvrat rekli gdje se nalazi Kasivelaunov glavni grad. Isti je bio branjen šumama i močvarama. Ondje se je nalazio veliki dio vojske, stoke i ostalih provizija potrebnih za rat. Cezar je tada odveo vojsku do spomenutog grada i u bitci porazio neprijatelja.    
Kasivelaun je tada poslao poruke kraljevima u Kancij, regiju blizu mora, tražeći ih da skupe sve svoje ljude i napadnu rimski tabor na obali, koji je držao Kvint Atrije. Ovi su to uradili i napali tabor, no rimski je garnizon izašao iz tabora i u otvorenoj borbi razbio protivničku vojsku. Primivši informacije o tom porazu, istovremeno suočen sa spaljenom zemljom i mnogim plemenima koja su ga izdala, Kasivelaun je poslao izaslanike Cezaru da pregovaraju o primirju i predaji. Cezar je za primirje tražio taoce, koje je i dobio. Također je Kasivelaunu nametnuo plaćanje danka Rimljanima i zabranio mu da napada grupe i narode koje je Rim uzeo pod zaštitu.    
Budući da se spremao kraj ljeta a u Galiji je trebalo početi riešavati neke iznenadne bune, Cezar je povukao vojsku i vratio se nazad u tabor na obali. Vojsku je otpravio nazad u Galiju u dva vala.:poglavlje 9.-24.

## Posljedice
- Rimljani su postavili klijentskog kralja[4]
- Vijest da je Cezar prešao granice poznatog svijeta, postale su jako propagandno sredstvo u njegovu korist i senzacija u Rimu.[4]
- Ostvarena su ova otkrića o zemljopisnim značajkama Britanije, izvorima resursa (željezo i kositar), te običajima domorodačkog stanovništva poput bojanja lica u plave ratničke boje i korištenja bojnih dvokolica prilikom ratovanja.[5]:poglavlje 12.-16.

## Poveznice
- Briti
- Bitka kod Alesije